# 加持祈祷事件
加持祈祷事件（かじきとうじけん）とは、宗教的行為である加持祈祷によって少女を死に至らしめた僧侶が、傷害致死罪に問われた事件である。宗教的行為を処罰することが、憲法20条（信教の自由）に違反しないかが争われた憲法学上著名な判例の一つである。

## 概要
加持祈祷を生業とする尼僧であったAは、1958年10月、被害者であるB（当時18歳）の母親に頼まれて、異常な言動をするようになったBの平癒のために加持祈祷を行った。Aは一週間にわたりBに経文を唱えたり、数珠で体を撫でる等していたが一向に良くならなかった。そのためAは、狸がついていることがBの異常な言動の原因であると考え、狸を追い出すために「線香護摩」による加持祈祷を10月14日に大阪府池田市のB宅において行った。
線香が焚かれるにつれて、Bはその熱気に暴れ、もがいたが、それに対してAはBを取り押さえてBの手足を縛り、無理に燃えさかる護摩壇の近くに引き据えて線香の火に当らせた。さらに、Aは「ど狸早く出ろ」と怒号しながらBの喉を線香の火でけむらせ、背中を殴りつけた。Bは加持祈祷を始めてから4時間後、急性心臓麻痺によって死亡した。
これにより、Aは傷害致死罪の容疑で起訴された。Aは、1960年5月7日に大阪地方裁判所の第一審で懲役二年、執行猶予三年の刑に処され、大阪高等裁判所に控訴するも12月22日に棄却された。これに対してAは、加持祈祷は憲法20条によって保障された宗教行為であり、これを処罰することは信教の自由に対する侵害であると主張して最高裁判所に上告した。

## 最高裁判所の判断
これに対して最高裁は1963年5月15日に、憲法20条が信教の自由を基本的人権として何人にも保障したものであることを認めながらも、「およそ基本的人権は、国民はこれを濫用してはならないのであつて、常に公共の福祉のためにこれを利用する責任を負うべきことは憲法一二条の定めるところであり、また同一三条は、基本的人権は、公共の福祉に反しない限り立法その他の国政の上で、最大の尊重を必要とする」と、信教の自由の保障が絶対無制限のものではないことを示した上で、以下のように判断した。
「被告人の右加持祈祷行為の動機、手段、方法およびそれによつて右被害者の生命を奪うに至つた暴行の程度等は、医療上一般に承認された精神異常者に対する治療行為とは到底認め得ないというのである。しからば、被告人の本件行為は、所論のように宗教行為としてなされたものであつたとしても、それが前記各判決の認定したような他人の生命、身体等に危害を及ぼす違法な有形力の行使に当るものであり、これにより被害者を死に致したものである以上、被告人の右行為が著しく反社会的なものであることは否定し得ないところであつて、憲法二〇条一項の信教の自由の保障の限界を逸脱したものというほかはなく、これを刑法二〇五条に該当するものとして処罰したことは、何ら憲法の右条項に反するものではない。」